# Data Storytelling

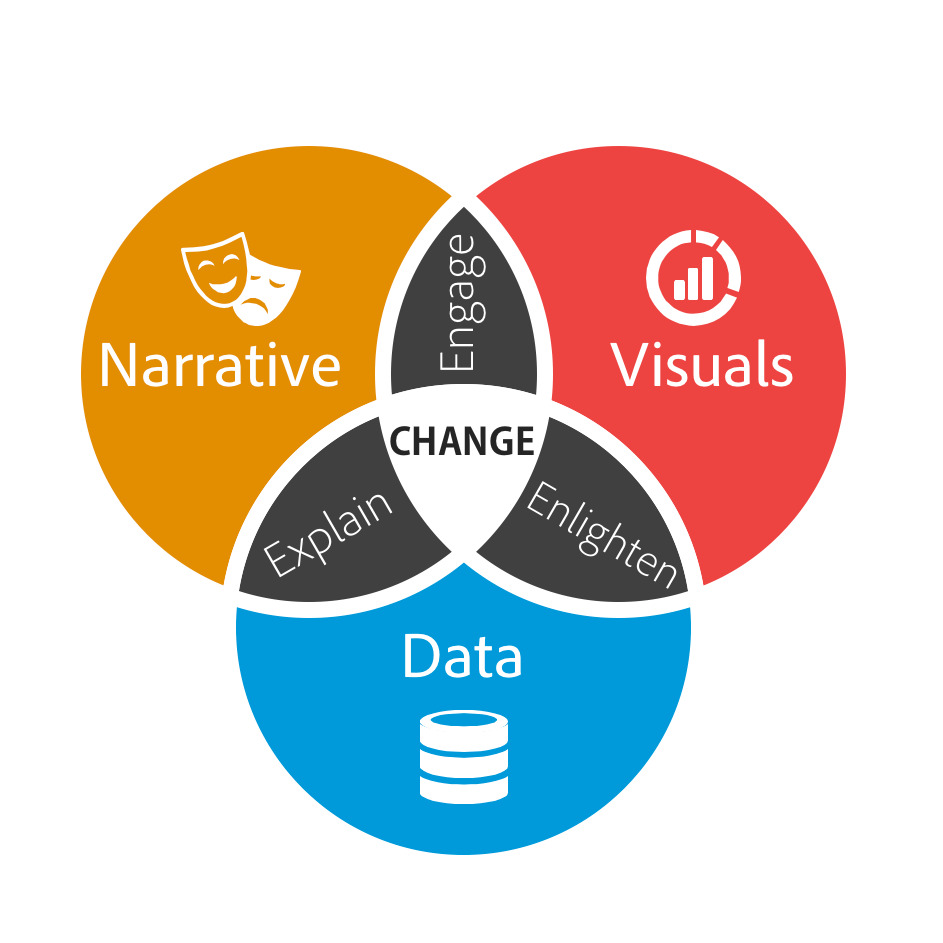
Effective data stories can drive change

Data Storytelling ist der Prozess der Informationsaufbereitung und -darstellung von Ergebnissen einer Datenanalyse zur Motivation einer Entscheidung oder Handlung in einer der Zielgruppe entsprechenden Sprache und Visualisierung. Der Zweck des Data Storytellings ist, dass die aus einer Datenanalyse herausgearbeiteten Erkenntnisse so an die Zuhörerschaft gerichtet werden, dass sie besser verstanden, länger erinnert und auf deren Basis schneller Entscheidungen abgeleitet werden können. Dabei macht sich das Data Storytelling die Erkenntnisse aus der narrativen Psychologie und der Wahrnehmungs- und Entscheidungstheorie zunutze.

## Schritte des Data Storytellings

### Analyse der Zuhörerschaft
Bevor eine Datengeschichte entwickelt wird, ist es entscheidend, die Zielgruppe zu verstehen, insbesondere die Entscheidungsträger. Durch eine gründliche Analyse der Bedürfnisse, Interessen und Kenntnisse der Zuhörer kann die Geschichte gezielt auf ihre Bedürfnisse zugeschnitten werden.

### Definition des Aha-Moments
Der Aha-Moment ist der Schlüsselmoment in der Geschichte, in dem die Datenanalyse eine überraschende oder einsichtsreiche Erkenntnis liefert. Es ist wichtig, diesen Moment frühzeitig zu identifizieren und darauf hinzuarbeiten, um die Aufmerksamkeit der Zuhörer zu gewinnen und ihr Interesse zu wecken.

### Das Storyboarding
Bevor mit der eigentlichen Erstellung der Datenstory begonnen wird, ist es hilfreich, ein Storyboard zu erstellen. Dabei werden die Hauptpunkte der Geschichte skizziert und die Struktur festgelegt. Dies ermöglicht eine klare und strukturierte Darstellung der Daten.

### Erstellung des Spannungsbogens
Eine gute Datenstory sollte einen Spannungsbogen haben, der die Zuhörer durch die Präsentation führt und ihr Interesse aufrechterhält. Dies kann durch die geschickte Anordnung von Datenvisualisierungen, Erzähltechniken und dramatischen Höhepunkten erreicht werden.

### Datenvisualisierung
Datenvisualisierung ist ein wesentlicher Bestandteil des Data Storytellings. Sie hilft dabei, komplexe Daten auf eine anschauliche und verständliche Weise darzustellen. Durch den Einsatz von Diagrammen, Grafiken, Heatmaps und anderen visuellen Elementen können Daten schnell interpretiert und Zusammenhänge aufgedeckt werden. Eine sorgfältige Auswahl und Gestaltung der Visualisierungen ist entscheidend, um die Botschaft der Datenstory effektiv zu vermitteln und das Verständnis der Zuhörer zu fördern.